# Nanorana quadranus
Nanorana quadranus es una especie de anfibio anuro de la familia Dicroglossidae. Se encuentra en la  China. Se encuentra amenazada de extinción por la pérdida de su hábitat natural.